# Reppenstedt
Reppenstedt er en kommune i den vestligste del af Landkreis Lüneburg, beliggende vest for byen Lüneburg, i den tyske delstat Niedersachsen.

## Geografi
Reppenstedt, der er administrationsby for Samtgemeinde Gellersen, ligger kun 2,5 km vest for byen Lüneburg og har nærmest karakter af en forstad til denne. I kommunen ligger også landsbyen Dachtmissen.